# Oliarus californica
Oliarus californica är en insektsart som beskrevs av Van Duzee 1914. Oliarus californica ingår i släktet Oliarus och familjen kilstritar. Inga underarter finns listade i Catalogue of Life.